# 1882 w polityce

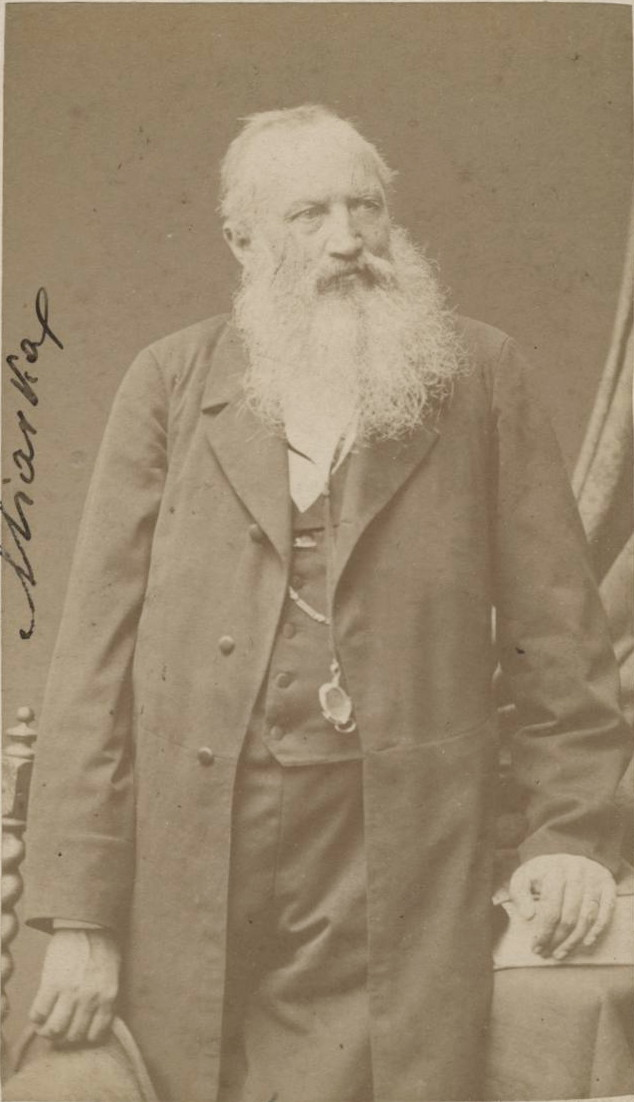
Karol Miarka (starszy)

Wydarzenia polityczne w 1882 roku.

## Urodzili się
- 30 stycznia Franklin Delano Roosevelt, prezydent Stanów Zjednoczonych[1].

## Zmarli
- 15 sierpnia Karol Miarka (starszy), działacz społeczny[2].